# LEMON ANGEL PROJECT
『LEMON ANGEL PROJECT』（レモンエンジェルプロジェクト）は、2006年放送のテレビアニメ。

## 概要
2006年1月から3月の間（地域により前後）、KBS京都ほか各局にて「アニメ魂」枠で放送された。全13話。
1987年に放送されたテレビアニメ「レモンエンジェル」の21世紀版と位置づけられているが、キャラクターの名前に「（アイドルグループの）レモンエンジェル」の3人と同じ名前のミキ・トモ・エリカと名付けていること以外、関連性は皆無に等しい。また、旧作のテレビアニメ「レモンエンジェル」ではメインでもあった性描写（放送局の倫理規制をクリアする程度の）も、この作品にはなかった。
当時中学生でグラビアアイドルだったしほの涼が主人公の声を演じた。平間樹里は2005年放送のラジオ番組「アニメ魂 こえっち」内でのオーディション合格により、声をあてることとなった。

## あらすじ
2016年夏、人気絶頂のアイドルグループ、Lemon Angelが唐突に活動を終えた。それから10か月後の2017年、新生Lemon Angelを選ぶオーディションに集まった6人の少女たちの運命を描く。

## 登場人物

### 新生Lemon Angelメンバー
皆口 智（みなぐち とも）
声 - しほの涼
主人公。白鴎学園高校1年生の15歳、1月11日生まれ。血液型O型。明るく元気な少女。鴻野唯（後述）の中学時代の後輩で、第1期のLemon Angelでメインヴォーカル・アンのモデルとなった。第1期のLemon Angel解散後、小暮に注目され彼の薦めによって応募。合格後、第2期Lemon Angelのメインヴォーカルの座を掴む。歌唱力はみると同等かそれ以上の才能を持つ。
結城 早夜（ゆうき さや）
声 - 小清水亜美
堀が丘高校芸能部1年生の16歳、5月10日生まれ。血液型B型。自己主張が激しく勝気な性格。以前は「星井やよい」の芸名でグラビアアイドルとして芸能活動をしていたが、歌手になりたいという希望を叶えるために応募。最初の頃は智に敵意むきだしであったが、旧所属事務所との契約書を一緒に奪い返しに行ったことがきっかけで仲良くなっていって、仲間からは｢サーヤ｣と呼ばれるようになる。
料理の腕前はかなり悪い。
渚砂 みる（なぎさ みる）
声 - 門脇舞
不登校児の15歳、9月14日生まれ。血液型AB型。幼い頃の事故で両親を失い、そのことが尾を引いて内向的な性格になってしまい学校も不登校となるほどの茫然自失に陥るが、第1期のLemon Angelの歌に慰められ、メインヴォーカル・アンへの憧れから応募。普段はあまりしゃべらないが、歌唱力は抜群で第2期Lemon Angelのメインヴォーカル候補に挙がったほど。
熊のぬいぐるみが好き。
エリカ・キャンベル
声 - 茅原実里
ブラジル出身の17歳、1月27日生まれ。血液型O型。とても明るい性格で、メンバーの中ではムードメーカー的な存在。人気アイドルグループ「サードセンス」のタクミ・キャンベル（後述）の姉（但し血縁関係は無い）で弟の世話をするために来日した。智とは早いうちから意気投合し、互いに励まし合うようになる。
料理、裁縫が得意で、他人にあだ名をつけることも得意。
榊原 冬美（さかきばら ふゆみ）
声 - 平間樹里
堀が丘高校芸能部1年生の15歳、8月3日生まれ。血液型A型。児童劇団の子役出身。自分に自信がなく、周りに流されやすい内気で消極的な性格。劇団で一緒だった仙道春香（後述）と共に応募。最初の頃は春香に唆されて、春香の智達への嫌がらせを手伝っていたのだが（本当はやりたくなかったのだが）、逆に智達に励まされ練習を共にするようになる。そして智達と友情を深めていく。
ドーナッツ作りが趣味。
諏訪 美希（すわ みき）
声 - 丸山美紀
白鴎学園高校2年生の17歳、4月3日生まれ。血液型A型。唯とネットで知り合い第1期のLemon Angelでボーカル・トロアを担当。氷室慎也（後述）のプロデュース方針と自分の理想とするアイドル像にギャップを感じていた唯の苦悩を身近な立場で理解し、智が氷室に新生Lemon Angelからの離脱を唆された時には自ら真相を話して智に離脱を思い止まらせた。その一方で氷室に、唯によって破壊された第1期Lemon Angelのデータを渡すが、それは第1期Lemon Angelを完全に復活させた上で新生Lemon Angelによって打倒するという彼女の考えからだった。
鉄道マニアであり、「サードセンス」のタクミ（エリカの弟）の隠れファンであるという意外な一面もある。

### その他の人々
鴻野 唯（こうの ゆい）
声 - 清水香里
智の憧れの人で中学時代の先輩。自分の人工知能の開発の一環として氷室とLemon Angelをプロデュース。その際、ボーカルを担当したのが美希でメインボーカルのイメージをデザインする際に参考としたのが智だった。その後、氷室を愛しながらもグループの展開をめぐって対立し、Lemon Angelのデータをコンピュータウイルスを使って破壊。しかし氷室にデータの再構築を命じられ絶望する。直後に交通事故死。事故当時16歳。
氷室 慎也（ひむろ しんや）
声 - 子安武人
第1期Lemon Angelのプロデューサーで38歳。フリーの音楽プロデューサーを勤める傍ら自分も作曲やライブを手がける。唯が開発したLemon Angelをプロデュースするために招かれたが、彼は唯のプログラマーとしての役割しか期待せず、それ以外のプロデュースについては自分の思うのままにし、Lemon Angelの解散の遠因を作った。
小暮 亮太（こぐれ りょうた）
声 - 荻原秀樹
馬鹿（良い意味でも）で単純な新米プロデューサーで24歳。第1期Lemon Angelでもスタッフとして関わり、唯の苦悩を理解していた。
工藤 正巳（くどう まさみ）
声 - 津田健次郎
眼鏡をかけた氷室の美青年マネージャーで21歳。人を見下したような高笑いをする（声を演じる津田のお家芸とも言える）。
識名 蛍子（しきな けいこ）
声 - 小島幸子
新生Lemon Angelのマネージャー。早夜のグラビアアイドル時代のマネージャーで、彼女が歌手志望と知ってそのために奔走。早夜の旧所属事務所との契約書を巡るトラブルで職を辞し、その後小暮に招かれて新生Lemon Angelのマネージャーとなる。
仙道 春香（せんどう はるか）
声 - 野々瀬ミオ
自尊心が高い新生Lemon Angel候補生。冬美と同じ児童劇団に属していた。智達を脱落させるために彼女達に嫌がらせをしていたが、結局春香自身が脱落。その後、美希の企てが原因で新生Lemon Angelが空中分解寸前に陥った時に、冬美に新生Lemon Angelとしてのデビューを強く勧めた。
タクミ・キャンベル
声 - 松井謙典
エリカの弟で人気アイドルグループ「サードセンス」のメンバー。
片桐 仁（かたぎり ひとし）
声 - 川田紳司
鬼のように厳しい音楽ディレクター。新生Lemon Angel結成にあたって自ら音楽ディレクターの就任を申し出た。以前に氷室のバンドに参加していたが、自分の思い通りの音楽を押しつける氷室のやり方に反発し決別。その後、音楽ディレクターに転向する。
ダニー山口
声 - 山口健
オカマのレッスン講師。写真撮影も担当している。
室井 毅
声 - 鶴岡聡
性格が悪い芸能事務所オフィーリア社長。
香坂 克也
声 - 大畑伸太郎
目付きが悪い月刊アイドルマガジン記者。
アン
声 - 河津玲奈
第1期Lemon Angelのメインヴォーカル。

## スタッフ
- 原作 - AMGエンタテインメント
- 監督 - 千葉大輔
- 総監修 - 野口周三
- シリーズ構成 - たきもとまさし
- キャラクターデザイン - 渡邊由香里
- コンセプトデザイン - 星の絵富也
- デザインワーク - Pocket Beat Graphics
- チーフ作監 - 山川宏治
- 美術監督 - 宮前光春、倉田憲一
- カラーデザイン - 佐々木雅人
- コンポジットディレクター（撮影監督） - 袖山岳大
- 編集 - 後藤正浩
- 音楽 - 中村一美、佐々木章
- 音響監督 - 菊池晃一
- プロデューサー - 川上竜太郎、大泉浩之
- アニメーションプロデューサー - 植田もとき
- アニメーション制作 - RADIX ACE ENTERTAINMENT
- 製作 - れもんふぁーむ

## 主題歌
「Angel addict」のボーカルが6話から毎週替わっている。
オープニング曲「Angel addict」
作詞 - 藤林聖子 / 作曲 - 谷本新 / 編曲 - 佐々木章
歌 - （下記参照）
- 1〜5話：智（しほの涼）・早夜（小清水亜美）・美希（丸山美紀）
- 6話：みる（門脇舞）
- 7話：冬美（平間樹里）
- 8話：智
- 9話：エリカ（茅原実里）
- 10話：早夜
- 11話：美希
- 12話：唯（清水香里）・智
- 13話：第二期Lemon Angel（智・早夜・みる・エリカ・冬美・美希）

エンディング曲「Girls in Love〜コイスルキモチ〜」
作詞 - 藤林聖子 / 作曲 - 都田和志 / 編曲 - 都田和志&芳賀洋介 / 歌 - 長澤奈央

## 各話リスト
| 話数 | サブタイトル         | 脚本           | 絵コンテ   | 演出       | 作画監督            |
| ---- | -------------------- | -------------- | ---------- | ---------- | ------------------- |
| 1    | 夢から覚めた天使     | たきもとまさし | 千葉大輔   | 大関雅幸   | 山川宏治            |
| 2    | Evolution            | 鯨晴久         | 藤森カズマ | 神崎ユウジ | 秦野好紹            |
| 3    | I will               | 林直孝         | 菊池一仁   | 長尾粛     | 井上善勝            |
| 4    | Smile means love     | 坂本正吾       | 川口敬一郎 | 佐藤清光   | 岡野幸男            |
| 5    | 友達でいいから       | 松川しゅうさく | 藤森カズマ | 鎌仲史陽   | 輿石暁              |
| 6    | Promise you          | 坂本正吾       | 岩間貴     | 大関雅幸   | 山川宏治            |
| 7    | あなたを知りたい     | 伊福部崇       | 国崎友也   | 神崎ユウジ | 早川ナオミ          |
| 8    | 避暑地の森の天使たち | 赤尾でこ       | 長尾粛     | 長尾粛     | 井上善勝            |
| 9    | 哀愁のシンフォニー   | 赤尾でこ       | 関野昌弘   | 佐藤清光   | 高橋敦子            |
| 10   | 青いスタスィオン     | 伊福部崇       | 柳瀬雄之   | 柳瀬雄之   | 輿石暁              |
| 11   | 背徳のシナリオ       | 坂本正吾       | 矢吹勉     | 矢吹勉     | 山川宏治            |
| 12   | ミカヅキ             | 坂本正吾       | 実原登     | 大関雅幸   | 早川ナオミ          |
| 13   | Never give up        | 坂本正吾       | 柳瀬雄之   | 千葉大輔   | 山川宏治 渡邊由香里 |

## 放送局
| 放送地域 | 放送局       | 放送期間                | 放送日時           | 放送区分                        | 備考             |
| -------- | ------------ | ----------------------- | ------------------ | ------------------------------- | ---------------- |
| 京都府   | KBS京都      | 2006年1月6日 - 3月31日  | 金曜 25:30 - 26:00 | 独立UHF局                       |                  |
| 日本全域 | AT-X         | 2006年1月9日 - 4月3日   | 月曜 10:30 - 11:00 | CS放送                          | リピート放送あり |
| 神奈川県 | tvk          | 2006年1月9日 - 3月29日  | 月曜 26:15 - 26:45 | 独立UHF局                       |                  |
| 群馬県   | 群馬テレビ   | 2006年1月15日 - 4月9日  | 日曜 25:30 - 26:00 | 独立UHF局                       |                  |
| 東京都   | 東京MXテレビ | 2006年1月19日 - 4月13日 | 木曜 25:30 - 26:00 | 独立UHF局                       |                  |
| 日本全域 | BS朝日       | 2006年1月23日 - 4月24日 | 月曜 26:00 - 26:30 | BSデジタル放送 / テレビ朝日系列 |                  |
| 奈良県   | 奈良テレビ   | 2006年1月26日 - 4月20日 | 木曜 25:30 - 26:00 | 独立UHF局                       |                  |
| 長野県   | 信越放送     | 2006年1月27日 - 4月21日 | 金曜 26:00 - 26:30 | TBS系列                         |                  |
| 熊本県   | 熊本放送     | 2006年2月13日 - 5月8日  | 月曜 26:20 - 26:50 | TBS系列                         |                  |
| 日本全域 | GyaO         | 2006年7月28日 - 9月8日  | 金曜 12:00 更新    | ネット配信                      |                  |

## 関連番組
アニメに関連するインターネットラジオ番組としてRADIO LEMON ANGEL PROJECT 〜い・け・な・い☆レッスン〜（ラジオレモンエンジェルプロジェクト いけないレッスン）が2006年1月10日から同年7月24日まで配信された。
公式サイトと音泉で毎週火曜日に配信・更新され、パーソナリティはしほの涼と清水香里。代々木公園での収録もあった。
コーナー
- い・け・な・い☆ポエム！
  - いけないポエムを募集する。

- ふつおた
- 教えてください！せんぱいっ！
  - 色々な対決をする。負けたほうは罰ゲームをする。

- ベストショットなう

ゲスト
- 小清水亜美（2回）
- 茅原実里（2回）
- 平間樹里（2回）
- 門脇舞
- 丸山美紀